# Arrondissement du duché de Lauenbourg
L’arrondissement du duché de Lauenbourg (Kreis Herzogtum Lauenburg en allemand, en référence au duché de Saxe-Lauenbourg) est un arrondissement (Kreis ou Landkreis en allemand) du Land de Schleswig-Holstein, en Allemagne. Son chef-lieu est Ratzebourg (Ratzeburg). La plus grande ville de l'arrondissement est Geesthacht.

## Villes, communes et communautés d'administration
(Nombre d'habitants le 31 décembre 2011)
| Villes et communes non liées à un canton :                                                     | Villes et communes non liées à un canton :                                                         |  |
| ---------------------------------------------------------------------------------------------- | -------------------------------------------------------------------------------------------------- |  |

Communes de l’arrondissement

| - 1. Geesthacht, Ville (29 481) - 2. Lauenburg/Elbe, Ville (11 234) - 3. Mölln, Ville (18 460) | - 4. Ratzeburg, Ville (13 662) - 5. Schwarzenbek, Ville (15 173) - 6. Wentorf bei Hamburg (11 688) |  |

Cantons avec leurs communes liées : (* = siège administratif)
| - 1. Amt Berkenthin (8 151) 1. Behlendorf (387) 2. Berkenthin* (2 030) 3. Bliestorf (648) 4. Düchelsdorf (160) 5. Göldenitz (233) 6. Kastorf (1 196) 7. Klempau (600) 8. Krummesse (1 502) 9. Niendorf bei Berkenthin (198) 10. Rondeshagen (857) 11. Sierksrade (340) - 2. Amt Breitenfelde (6 259) (Siège : Mölln) 1. Alt Mölln (914) 2. Bälau (244) 3. Borstorf (287) 4. Breitenfelde (1 819) 5. Grambek (425) 6. Hornbek (180) 7. Lehmrade (485) 8. Niendorf/Stecknitz (608) 9. Schretstaken (500) 10. Talkau (529) 11. Woltersdorf (268) - 3. Amt Büchen (13 504) 1. Besenthal (77) 2. Bröthen (272) 3. Büchen* (5 602) 4. Fitzen (370) 5. Göttin (51) 6. Gudow (1 621) 7. Güster (1 284) 8. Klein Pampau (625) 9. Langenlehsten (163) 10. Müssen (953) 11. Roseburg (498) 12. Schulendorf (478) 13. Siebeneichen (258) 14. Tramm (345) 15. Witzeeze (907) - 4. Amt Hohe Elbgeest (18 748) 1. Aumühle (3 021) 2. Börnsen (4 160) 3. Dassendorf* (3 107) 4. Escheburg (3 375) 5. Hamwarde (762) 6. Hohenhorn (509) 7. Kröppelshagen-Fahrendorf (1 159) 8. Wiershop (162) 9. Wohltorf (2 334) 10. Worth (159) 11. Sachsenwald (Forstgutsbezirk), (territoire inhabité) | - 5. Amt Lauenburgische Seen (12 980) (Siège : Ratzeburg) 1. Albsfelde (60) 2. Bäk (846) 3. Brunsmark (163) 4. Buchholz (235) 5. Einhaus (374) 6. Fredeburg (31) 7. Giesensdorf (119) 8. Groß Disnack (86) 9. Groß Grönau (3 550) 10. Groß Sarau (927) 11. Harmsdorf (291) 12. Hollenbek (441) 13. Horst (224) 14. Kittlitz (261) 15. Klein Zecher (235) 16. Kulpin (234) 17. Mechow (111) 18. Mustin (725) 19. Pogeez (377) 20. Römnitz (61) 21. Salem (581) 22. Schmilau (567) 23. Seedorf (525) 24. Sterley (947) 25. Ziethen (1 009) - 6. Amt Lütau (4 128) (Siège : Lauenburg/Elbe) 1. Basedow (712) 2. Buchhorst (169) 3. Dalldorf (367) 4. Juliusburg (192) 5. Krukow (172) 6. Krüzen (347) 7. Lanze (396) 8. Lütau (704) 9. Schnakenbek (855) 10. Wangelau (214) | - 7. Amt Sandesneben-Nusse (14 878) 1. Duvensee (509) 2. Grinau (315) 3. Groß Boden (197) 4. Groß Schenkenberg (541) 5. Klinkrade (575) 6. Koberg (752) 7. Kühsen (382) 8. Labenz (818) 9. Lankau (493) 10. Linau (1 214) 11. Lüchow (196) 12. Nusse (1 026) 13. Panten (706) 14. Poggensee (347) 15. Ritzerau (285) 16. Sandesneben* (1 691) 17. Schiphorst (596) 18. Schönberg (1 333) 19. Schürensöhlen (147) 20. Siebenbäumen (646) 21. Sirksfelde (301) 22. Steinhorst (580) 23. Stubben (384) 24. Walksfelde (177) 25. Wentorf (Amt Sandesneben) (667) - 8. Amt Schwarzenbek-Land (9 063) (Siège : Schwarzenbek) 1. Basthorst (405) 2. Brunstorf (614) 3. Dahmker (150) 4. Elmenhorst (925) 5. Fuhlenhagen (296) 6. Grabau (280) 7. Groß Pampau (139) 8. Grove (238) 9. Gülzow (1 236) 10. Hamfelde (455) 11. Havekost (155) 12. Kankelau (219) 13. Kasseburg (567) 14. Kollow (619) 15. Köthel (289) 16. Kuddewörde (1 349) 17. Möhnsen (556) 18. Mühlenrade (194) 19. Sahms (377) |

## Administrateurs de l'arrondissement
- 1874-1880: Andreas von Bernstorff (de)
- 1880-1882: Albert von Bennigsen-Foerder (de)
- 1882-1897: Oskar von Dolega-Kozierowski (de)
- 1897-1900: Konrad Finck von Finckenstein (de)
- 1900-1907: Friedrich von Bülow
- 1907-1919: Emil Mathis
- 1919-1927: Kurt Schönberg (de)
- 1927-1933: Gustav Voigt (de)
- 1933-1938: Theodor Fründt (de), NSDAP
- 1939-1945: Erich Jüttner (de), NSDAP
- 1945-1946: Ewald Raaz
- 1946-1948: Wilhelm Gülich (de), SPD
- 1948-1950: Fritz Vagt, CDU
- 1950-1969: Gerhard Wandschneider (de), sans étiquette
- 1969-1975: Klaus Prößdorf
- 1975-2002: Günter Kröpelin, CDU
- 2002-2015: Gerd Krämer (de), sans étiquette
- 2015-: Christoph Mager (de), CDU